# Borile
Borile is een Italiaans motorfietsmerk.
Italiaans project van Umberto Borile. Al in 1987 verscheen de Borile Piuma 520, die waarschijnlijk nog voorzien was van een Rotax-blok. Het was lange tijd stil tot er in 1997 prototypes met een 500 cc GM-speedwayblok verschenen. Later ontwikkelde Borile een eigen 500 cc eencilinder die in 1999 klaar was. Dit Borile-blok heeft wel nog een GM-cilinder en -cilinderkop. In 2001 verscheen de CR 500 Café-racer.